# Gąsówka (wieś)
Gąsówka – wieś w Polsce, położona w województwie podkarpackim, w powiecie jasielskim, w gminie Tarnowiec.
W latach 1975–1998 miejscowość administracyjnie należała do województwa krośnieńskiego.
Wierni kościoła rzymskokatolickiego należą do parafii św. Maksymiliana Kolbe w Czeluśnicy, w dekanacie Jasło Wschód, diecezji rzeszowskiej.
| SIMC    | Nazwa    | Rodzaj    |
| ------- | -------- | --------- |
| 0360827 | Ostrzesz | część wsi |
| 0360833 | Podlas   | część wsi |